# Centradenia grandifolia
Centradenia grandifolia là một loài thực vật có hoa trong họ Mua. Loài này được (Schltdl.) Endl. mô tả khoa học đầu tiên năm 1843.